# مراد گایداروف
مراد گایداروف (بلاروسی: Мурад Гайдараў؛ زادهٔ ۱۳ فوریهٔ ۱۹۸۰) کشتی‌گیر پیشین اهل روسیه است که در دستهٔ ۷۴ کیلوگرم کشتی آزاد برای بلاروس رقابت می‌کرد. گایدارف برندهٔ مدال نقرهٔ المپیک ۲۰۰۸ و نیز یک مدال نقرهٔ مسابقات قهرمانی کشتی جهان (۲۰۰۳) است. او همچنین دارای چهار مدال نقره و دو برنز مسابقات قهرمانی کشتی اروپا است.